# Julia Malik
Pour les articles homonymes, voir Malik.
Julia Malik (née le 25 octobre 1976  à Berlin) est une actrice allemande.

## Biographie
Julia Malik est notamment connue pour avoir joué le rôle de Nora Lindbergh dans la série télévisée Le Destin de Bruno, rôle féminin principal de la série. À partir de l'épisode 448, elle sort du casting de la série, payant ainsi les mauvais scores d'audiences en Allemagne, mais aussi dans les autres pays où la diffusion de la série avait été entamée.
Elle est mariée à l'acteur August Diehl.
De 1997 à 2001 elle a étudié à l'école supérieure de musique et théâtre de Hambourg.

## Filmographie partielle

### Cinéma
- 2001 : Shadow Man de Philipp Stennert (court métrage) : Karen

### Télévision
- 2005 : Soko (série télévisée) : Commissaire Carla Schumann
- 2006 : Le Destin de Bruno (Verliebt in Berlin) : Nora Lindbergh